# Charles Bernard (homme politique)
Pour les articles homonymes, voir Bernard et Charles Bernard.
Jean Charles Bernard, dit Charles Bernard, né le 15 juin 1856 à Bordeaux et mort le 8 décembre 1927 à Paris, est un médecin-pharmacien, journaliste, patron de presse et homme politique français.
D'abord socialiste et proche des idées des blanquistes, il adhère au boulangisme en 1889 avant d'adhérer brièvement au Parti ouvrier français. Par la suite, toujours socialiste, il vient siéger au Groupe parlementaire antijuif, devient président de la Ligue antisémitique de Bordeaux (ou Ligue antijuive de Bordeaux), rejoint le Parti Républicain Socialiste Français fondé par Henri Rochefort et Alfred Gabriel et devient un habitué des milieux nationalistes-rochefortistes se revendiquant du socialisme français. Au moment de l'Affaire Dreyfus, il est l'un des chefs antidreyfusards de la ville de Bordeaux et rentre au comité directeur du Comité national antijuif de Édouard Drumont.

## Biographie
Pharmacien, il écrit dans des journaux politiques.
Directeur de la Caisse d'épargne de Bordeaux, il est conseiller d'arrondissement en 1889 et conseiller général en 1895.
Il est député de la Gironde de 1898 à 1902, siégeant au groupe antijuif. Député turbulent, il provoque des tumultes et se fait régulièrement sanctionner, subissant même la censure avec exclusion temporaire en 1900. Il s'installe à Paris en se présente en 1902, mais est battu. Il est député de la Seine de 1914 à 1924, toujours non inscrit et politiquement inclassable.

### Sources
- « Charles Bernard (homme politique) », dans le Dictionnaire des parlementaires français (1889-1940), sous la direction de Jean Jolly, PUF, 1960 [détail de l’édition]